# Svenska mästerskapen i fälttävlan 1973
Svenska mästerskapen i fälttävlan 1973 avgjordes i Gävle. Tävlingen var den 23:e upplagan av Svenska mästerskapen i fälttävlan.

## Resultat
| Placering | Ryttare         | Häst  |
| --------- | --------------- | ----- |
| 1         | Göran Eliasson  | Hurry |
| 2         | Gert Bergström  | Athos |
| 3         | Göran Bengtsson | Iller |